# Autigenesi
Per autigenesi (dal greco aythi, nello stesso luogo) si intende il processo di formazione dei nuovi minerali, che avviene durante la diagenesi delle rocce sedimentarie.
Questo processo avviene nel sottosuolo a bassa profondità, solitamente entro rocce sedimentarie, spesso non consolidate, in condizioni di temperatura non elevata e bassa pressione, e questo lo differenzia dalla formazione dei minerali nelle rocce ignee o dalle trasformazioni mineralogiche per metamorfismo.
Spesso l'autigenesi provoca la deposizione di cemento calcareo (sotto forma di aragonite o, meno frequentemente, calcite) o più raramente siliceo.
Alcune miche e minerali argillosi possono essere generati durante questo processo, riducendo la porosità e la permeabilità della roccia.